# Hundsbach (Haut-Rhin)
Pour les articles homonymes, voir Hundsbach.
Hundsbach est une commune française située dans la circonscription administrative du Haut-Rhin et, depuis le 1er janvier 2021, dans le territoire de la Collectivité européenne d'Alsace, en région Grand Est. 
Cette commune se trouve dans la région historique et culturelle d'Alsace.

## Géographie
|           | Wahlbach  |         |
| Hausgauen | Hundsbach | Franken |
|           | Willer    |         |

### Hydrographie
La commune est dans le bassin versant du Rhin au sein du bassin Rhin-Meuse. Elle est drainée par le Thalbach et le Hundsbach,,.
Le Thalbach, d'une longueur de 21 km, prend sa source dans la commune de Folgensbourg et se jette  dans l'Ill à Walheim, après avoir traversé 15 communes. 

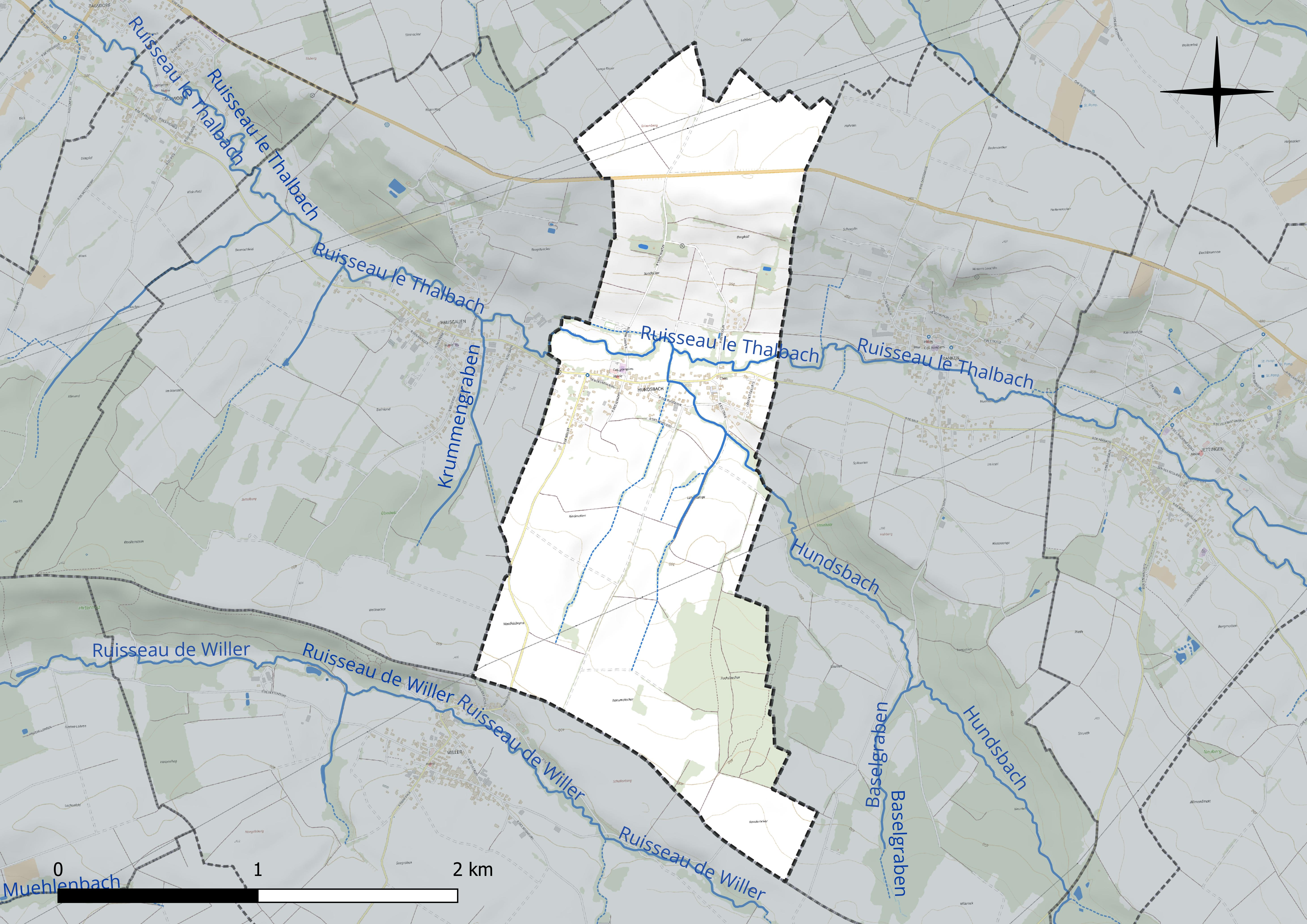
Réseau hydrographique de Hundsbach.

### Climat
Pour des articles plus généraux, voir Climat du Grand Est et Climat du Haut-Rhin.
En 2010, le climat de la commune est de type climat des marges montargnardes, selon une étude du Centre national de la recherche scientifique s'appuyant sur une série de données couvrant la période 1971-2000. En 2020, Météo-France publie une typologie des climats de la France métropolitaine dans laquelle la commune est exposée à un climat semi-continental et est dans la région climatique  Vosges, caractérisée par une pluviométrie très élevée (1 500 à 2 000 mm/an) en toutes saisons et un hiver rude (moins de 1 °C). 
Pour la période 1971-2000, la température annuelle moyenne est de 9,9 °C, avec une amplitude thermique annuelle de 17,7 °C. Le cumul annuel moyen de précipitations est de 830 mm, avec 9,2 jours de précipitations en janvier et 9,3 jours en juillet. Pour la période 1991-2020, la température moyenne annuelle observée sur la station météorologique de Météo-France la plus proche, « Carspach », sur la commune de Carspach à 9 km à vol d'oiseau, est de 11,0 °C et le cumul annuel moyen de précipitations est de 827,7 mm. 
La température maximale relevée sur cette station est de 38,1 °C, atteinte le 4 août 2022 ; la température minimale est de −17,7 °C, atteinte le 5 février 2012,,. 
Les paramètres climatiques de la commune ont été estimés pour le milieu du siècle (2041-2070) selon différents scénarios d'émission de gaz à effet de serre à partir des nouvelles projections climatiques de référence DRIAS-2020. Ils sont consultables sur un site dédié publié par Météo-France en novembre 2022.

## Urbanisme

### Typologie
Au 1er janvier 2024, Hundsbach est catégorisée commune rurale à habitat dispersé, selon la nouvelle grille communale de densité à sept niveaux définie par l'Insee en 2022.
Elle est située hors unité urbaine. Par ailleurs la commune fait partie de l'aire d'attraction de Bâle - Saint-Louis (partie française), dont elle est une commune de la couronne,. Cette aire, qui regroupe 94 communes, est catégorisée dans les aires de 200 000 à moins de 700 000 habitants,.

## Histoire

### Héraldique
| Blason d'Hundsbach | Les armes d'Hundsbach se blasonnent ainsi : « Coupé, au premier d'azur, au deuxième ondé d'argent et d'azur de six pièces, au chien braque d'or colleté et bouclé de sable lampassé de gueules brochant sur le tout. » |

## Politique et administration
| Période                                  | Période                   | Identité                                     | Étiquette | Qualité    |
| ---------------------------------------- | ------------------------- | -------------------------------------------- | --------- | ---------- |
| avant 1981                               | ?                         | Antoine Groll                                |           |            |
| mars 2001                                | En cours (au 31 mai 2020) | Philippe Rufi Réélu pour le mandat 2020-2026 |           | Commercial |
| Les données manquantes sont à compléter. |                           |                                              |           |            |

## Démographie
L'évolution du nombre d'habitants est connue à travers les recensements de la population effectués dans la commune depuis 1793. Pour les communes de moins de 10 000 habitants, une enquête de recensement portant sur toute la population est réalisée tous les cinq ans, les populations de référence des années intermédiaires étant quant à elles estimées par interpolation ou extrapolation. Pour la commune, le premier recensement exhaustif entrant dans le cadre du nouveau dispositif a été réalisé en 2006.

En 2022, la commune comptait 357 habitants, en évolution de +3,48 % par rapport à 2016 (Haut-Rhin : +0,66 %, France hors Mayotte : +2,11 %).
| 1793 | 1800 | 1806 | 1821 | 1831 | 1836 | 1841 | 1846 | 1851 |
| ---- | ---- | ---- | ---- | ---- | ---- | ---- | ---- | ---- |
| 223  | 218  | 186  | 260  | 322  | 328  | 346  | 353  | 375  |

| 1856 | 1861 | 1866 | 1871 | 1875 | 1880 | 1885 | 1890 | 1895 |
| ---- | ---- | ---- | ---- | ---- | ---- | ---- | ---- | ---- |
| 344  | 335  | 330  | 313  | 315  | 311  | 294  | 287  | 273  |

| 1900 | 1905 | 1910 | 1921 | 1926 | 1931 | 1936 | 1946 | 1954 |
| ---- | ---- | ---- | ---- | ---- | ---- | ---- | ---- | ---- |
| 251  | 247  | 259  | 238  | 242  | 228  | 226  | 231  | 224  |

| 1962 | 1968 | 1975 | 1982 | 1990 | 1999 | 2006 | 2011 | 2016 |
| ---- | ---- | ---- | ---- | ---- | ---- | ---- | ---- | ---- |
| 209  | 190  | 173  | 190  | 211  | 224  | 271  | 317  | 345  |

| 2021 | 2022 | - | - | - | - | - | - | - |
| ---- | ---- | - | - | - | - | - | - | - |
| 358  | 357  | - | - | - | - | - | - | - |

## Lieux et monuments
- Moulin hydraulique restauré depuis 2003 par l'association des Amis du Moulin : ce vieux moulin typique remonte au Moyen Âge. Il était déjà cité en 1394. Il a été reconstruit en 1798. Il comportait un foulon à chanvre et une batteuse (mus par la force de l'eau) qui ont disparu. La minoterie du XVIIIe siècle et ses mécanismes sont bien conservés. Les aménagements hydrauliques (bassin de stockage, canal d'amenée d'eau, coursier) sont en cours de restauration. Une des deux grandes roues à augets (de plus de 5 m de diamètre) sera remise en état en 2008. Le moulin est visitable lors des manifestations suivantes : Fête du moulin en juin, Festival Mehli'Arts le 3e week-end d'août, Journées du patrimoine en septembre. Concerts, expositions artistiques et animations diverses drainent alors un public très large à l'échelle de la région[21].

|  |  |